# صرافیان
صرافیان یک نام خانوادگی ارمنی و فارسی است که ریشهٔ عربی دارد.

## افراد شاخص
- دنیل صرافیان: مبارز هنرهای رزمی ترکیبی ارمنی‌تبار اهل برزیل
- دیران سارافیان: کارگردان ارمنی‌تبار اهل ایالات متحده آمریکا
- کاترین سارافیان: تهیه‌کننده ارمنی‌تبار اهل ایالات متحده آمریکا
- نیکوغوس سارافیان: نویسنده و شاعر ارمنی‌تبار (۱۹۰۵ – ۱۹۷۳)
- ریچارد سی سارافیان: هنرپیشه، کارگردان، فیلم‌نامه‌نویس و تهیه‌کننده ارمنی‌تبار اهل ایالات متحده آمریکا (۱۹۳۰–۲۰۱۳)
- سو سارافیان جل: نظامی ارمنی‌تبار اهل ایالات متحده آمریکا (۱۹۱۷–۱۹۹۷)
- تدی صارافیان: فیلم‌نامه‌نویس، تهیه‌کننده فیلم، کارگردان فیلم، و بازیگر ارمنی‌تبار اهل ایالات متحده آمریکا
- آنجلا سارافیان: بازیگر ارمنی‌تبار اهل ایالات متحده آمریکا